# Stereocidaris capensis
Stereocidaris capensis is een zee-egel uit de familie Cidaridae.
De wetenschappelijke naam van de soort werd in 1901 gepubliceerd door Ludwig Döderlein.